# دهدشت
دهدشت (بالفارسية: دهدشت) هي مدينة تقع في إيران في قسم. يقدر عدد سكانها بـ 49,995 نسمة .